# Всемирный день борьбы против малярии
Всемирный день борьбы против малярии (Всемирный день борьбы с малярией, на других официальных языках ООН: англ. World Malaria Day, араб. اليوم العالمي للملاريا, ‎исп. Día Mundial del Paludismo, кит. 年世界防治疟疾日, фр. Journée mondiale du paludisme
)  отмечается ежегодно 25 апреля начиная с 2008 года. Установлен в 2007 году Всемирной ассамблеей по здравоохранению Всемирной организации здравоохранения (ВОЗ).
Этот памятный день учрежден в дополнение к «Дню борьбы против малярии в Африке», который отмечается с 25 апреля 2001 года.
Международный день борьбы против малярии провозглашен с целью разъяснения того, что малярия излечима, для объяснения общественности необходимости профилактических мероприятий.

## Темы Всемирного дня борьбы против малярии
- 2024 год — «Ускорим борьбу с малярией в интересах более справедливого мира»
- 2023 год — «Пришло время выйти на нулевые показатели по малярии на основе инвестиций, инноваций и внедрения»
- 2022 год — «Осваивать потенциал инноваций для сокращения бремени малярии и спасения жизней»
- 2021 год — «Достижение нулевого показателя заболеваемости малярией»
- 2020 год — «Нулевой уровень смертности от малярии начинается с меня»
- 2019 год — «Нулевой уровень смертности от малярии начинается с меня»
- 2018 год — «Готовность победить малярию»
- 2017 год — «Покончим с малярией навсегда»
- 2016 год — «Окончательно покончить с малярией»
- 2015 год — «Инвестировать в будущее. Победить малярию»
- 2014 год — «Инвестировать в будущее. Победить малярию»
- 2013 год — «Инвестировать в будущее. Победить малярию»